# Le Gorille (série télévisée)
 (février 2018).
Si vous disposez d'ouvrages ou d'articles de référence ou si vous connaissez des sites web de qualité traitant du thème abordé ici, merci de compléter l'article en donnant les références utiles à sa vérifiabilité et en les liant à la section « Notes et références ».
Pour les articles homonymes, voir Le Gorille.
Le Gorille est une série télévisée franco-germano-italienne produite en 1990 par Jean Delannoy.

## Synopsis
Tel un James Bond à la française, Géo Paquet dit "Le Gorille" est un as des services secrets qui infiltre tous les milieux délictueux pour mieux les faire tomber

## Distribution
- Karim Allaoui : Géo Paquet
- François Périer : Berthomieu
- Sophie Michaud : Béatrice

## Épisodes
1. La Peau du gorille (réalisé par Édouard Molinaro)
avec Roger Hanin
2. Le Gorille chez les Mandingues (réalisé par Denys Granier-Deferre)
avec Fabio Testi, Zabou
3. Le gorille et les Corses (réalisé par Vittorio Sindoni)
avec Cristina Marsillach
4. Le Gorille compte ses abattis (réalisé par Jean Delannoy)
avec Michel Creton, Rufus, Valérie Mairesse
5. Le Gorille et l’Amazone (réalisé par Duccio Tessari)
avec Gabriele Tinti
6. Le Gorille sans cravate (réalisé par Peter Patzak)
avec John Phillip Law, William Berger, Robert Hoffmann
7. Le Pavé du gorille (réalisé par Roger Hanin)
avec Robert Hossein, Jean Benguigui, Claude Brosset,.(Mus : V. Cosma)
8. Le Gorille se mange froid (réalisé par Josef Rusnak)
avec Armin Mueller-Stahl, Ralf Wolter
9. Le Gorille dans le pot au noir (réalisé par Patrick Jamain)
avec Lucia Bosè
10. Le Gorille enragé (réalisé par Jean-Claude Sussfeld)
avec Jean Carmet
11. Le Gorille et le barbu (réalisé par Jean-Claude Sussfeld)
avec Andréa Ferréol, Darry Cowl
12. Gorille Poker (réalisé par Peter Patzak)
avec Jean-Pierre Léaud, Birgit Doll, Peter Maffay
13. Le Gorille dans le cocotier (réalisé par Maurizio Lucidi)
avec Lou Castel, Spýros Fokás